# Fulton (Kentucky)
Fulton is een plaats (city) in de Amerikaanse staat Kentucky, en valt bestuurlijk gezien onder Fulton County.

## Demografie
Bij de volkstelling in 2000 werd het aantal inwoners vastgesteld op 2775.
In 2006 is het aantal inwoners door het United States Census Bureau geschat op 2468, een daling van 307 (-11,1%).

## Geografie
Volgens het United States Census Bureau beslaat de plaats een oppervlakte van
7,3 km², geheel bestaande uit land. Fulton ligt op ongeveer 243 m boven zeeniveau.

## Plaatsen in de nabije omgeving
De onderstaande figuur toont nabijgelegen plaatsen in een straal van 20 km rond Fulton.